# ビリジカタムトキシンA
ビリジカタムトキシンA（英：Viridicatumtoxin A、単にビリジカタムトキシンとも呼ばれる）は、真菌由来のテトラサイクリン様抗生物質であり、その化学構造は1976年に決定された。Penicillium viridicatum、Penicillium aethiopicumなどの真菌から見つかる。
ビリジカタムトキシンBと同様にメチシリン耐性黄色ブドウ球菌やキノロン耐性黄色ブドウ球菌を含む黄色ブドウ球菌の増殖を阻害し、その活性はテトラサイクリンの8 - 64倍である。